# Domanovići
Domanovići är en ort i Bosnien och Hercegovina.   Den ligger i entiteten Federationen Bosnien och Hercegovina, i den södra delen av landet, 90 km sydväst om huvudstaden Sarajevo. Domanovići ligger 143 meter över havet och antalet invånare är 1 270.
Terrängen runt Domanovići är kuperad västerut, men österut är den platt. Närmaste större samhälle är Crnići, 6,9 km öster om Domanovići. 
Runt Domanovići är det ganska tätbefolkat, med 93 invånare per kvadratkilometer.